# Ezzat el Kamhawi
 (juillet 2022).
Ezzat el Kamhawi (arabe : عزت القمحاوي), né le 23 décembre 1961 dans le gouvernorat d'Ach-Charqiya en Égypte, est un romancier et journaliste Égyptien.

## Biographie
Ezzat el Kamhawi, né en 1961 en Égypte, est diplômé du département de journalisme de la faculté des communications de masse de l'université du Caire en 1983. Avant de terminer ses thanawya Amma (école secondaire), il publie des articles dans le journal Al Gomhuria (en).
Dès son diplôme de journalisme obtenu, il commence à travailler pour Al-Akhbar (en). Il participe, 10 ans plus tard, à établir Akhbâr al-Adab (Les nouvelles littéraires), une revue littéraire.

## Distinctions
- 2012 : Prix Naguib-Mahfouz pour son roman La Maison d'al-Deeb [18].
- 2018 : Yakfi Annana Ma’an (Il est assez que nous soyons ensemble) a atteint la shortlist du Sheikh Zayed Book Award [13].
- 2021 : Ghorfat Al Mosafreen (Le Hall des passagers) a atteint la shortlist du Sheikh Zayed Book Award [19].
- 2022 : Ghorbat Al Manazil (Étrangers à la maison) a atteint la shortlist du Sheikh Zayed Book Award [20].
- 2022 : Prix Samir Kassir dans la catégorie « article d’opinion » pour un long article intitulé « L’architecture suspecte : l’obsession des grands bâtiments et des larges rues »[3].